# Green Hackworth
 (avril 2025).
 (avril 2025).
Green Haywood Hackworth (Prestonsburg, Kentucky, 23 janvier 1883 – Washington, DC, 24 juin 1973) est un juriste américain qui est le premier juge américain à la Cour internationale de justice, président de la Cour internationale de justice, conseiller juridique le plus ancien du département d'État américain (1925-1946) et membre du cercle restreint de conseillers du secrétaire d'État Cordell Hull. Hackworth joue un rôle déterminant dans l'élaboration des plans pour l'ordre mondial de l'après-Seconde Guerre mondiale et est un membre clé de la délégation américaine à la Conférence de Dumbarton Oaks (1944). Il est membre du Comité consultatif sur la politique étrangère d'après-guerre (1942), membre du Comité des programmes d'après-guerre (1944) et président du Comité de juristes qui rédige les statuts initiaux de la Cour internationale de justice (1945). Hackworth représente également la délégation américaine au Comité IV à la Conférence des Nations Unies sur l'organisation internationale, où les articles de la Charte des Nations Unies relatifs à la Cour internationale de Justice sont finalisés.

## Jeunesse et éducation
Green Haywood Hackworth est né à Prestonsburg dans le Kentucky et passe sa jeunesse dans la région de la rivière Big Sandy. Il obtient un BA de l'Université de Valparaiso, un Juris Doctor de l'Université du Kentucky et un LLB de l'Université George-Washington. En 1916, après avoir terminé ses études de droit, Hackworth obtient un emploi de commis juridique au Département d'État américain et, en 1918, est promu au poste de solliciteur adjoint au sein du département. Bien qu'il soit démocrate, Hackworth est choisi en 1925 par le secrétaire d'État républicain américain Charles Evans Hughes, pour être nommé par le président et approuvé ultérieurement par le Sénat pour devenir solliciteur du département d'État.

## Conseiller juridique du Département d'État américain
En tant que conseiller juridique le plus ancien du Département d'État, Hackworth est sollicité pour des conseils juridiques par cinq secrétaires d'État américains successifs : Charles Evans Hughes, Frank Billings Kellogg, Henry Lewis Stimson, Cordell Hull et Edward R. Stettinius, Jr. Hackworth est connu pour être un rédacteur juridique compétent dans le domaine des dispositions des traités et est incontournable dans les questions impliquant les États-Unis et leurs relations étrangères depuis la période de neutralité américaine jusqu'à l'entrée du pays dans la Seconde Guerre mondiale. En tant que conseiller juridique du Département d’État, Hackworth représente le gouvernement américain devant la Commission mixte internationale formée par les États-Unis et le Canada en vertu du traité des eaux limitrophes de 1909. Il est délégué des États-Unis en 1930 à la première Conférence pour la codification du droit international, tenue à La Haye sous les auspices de la Société des Nations. Hackworth participe à la 8e Conférence des États américains (1939) tenue à Lima, au 8e Congrès scientifique des États américains (1940) et à la Conférence maritime interaméricaine (1941). Après le déclenchement de la guerre en Europe, Hackworth est conseiller du secrétaire d'État Hull lors de la 2e réunion des ministres des Affaires étrangères des républiques américaines (1941) qui se tient à La Havane.

## Seconde Guerre mondiale
Le dimanche 7 décembre, Hackworth est en réunion avec le secrétaire d'État Hull au département d'État avant la réunion prévue avec les ambassadeurs japonais Kichisaburō Nomura et Saburō Kurusu lorsque le président Roosevelt appelle à 13h30 et informe Hull de l'attaque du Japon sur Pearl Harbor. Hull consulte Hackworth et Josheph Ballentine, un expert du département d'État sur l'Extrême-Orient, pour savoir s'il devait ou non rencontrer les diplomates japonais qui attendaient. Après avoir rencontré puis renvoyé les diplomates, Hull rencontre le président Roosevelt, puis plus tard Hackworth, où les deux hommes discutent de la rédaction d'une déclaration de guerre entre le Japon et les États-Unis. À mesure que la guerre progresse, Hackworth conseille le secrétaire Hull, le président Roosevelt, le juge Samuel Rosenman et de nombreuses agences au sein du gouvernement. Son rôle est d’examiner les développements juridiques passés dans les lois de la guerre, les lois de la neutralité, les lois de la belligérance et l’effet de ces lois sur les États-Unis et d’autres pays. En 1943, Hackworth est conseiller du secrétaire d'État Hull à la Conférence de Moscou et en 1945, il est conseiller du secrétaire d'État Edward R. Stettinius, Jr à la Conférence des États américains sur les problèmes de guerre et de paix qui se tient à Mexico.
En février 1942, le secrétaire d'État Cordell Hull organise le Comité consultatif sur la politique étrangère d'après-guerre, qui est suivi par le Sous-comité spécial sur l'organisation internationale dont Hackworth fait partie intégrante. Le sous-comité prépare des projets de propositions qui clarifient les vues vagues du Département d'État américain sur une organisation d'après-guerre. Au cours de plus de 40 réunions en 1943, le Sous-comité spécial sur l'organisation internationale mène des études approfondies sur les questions clés dont dépendraient tous les plans pour une future organisation mondiale. En mars 1943, Hull forme le Political Agenda Group, composé de Hackworth, Edward R. Stettinius et d'autres membres du cercle intime de Hull. Cette organisation défend une organisation mondiale par opposition à la vision du sous-secrétaire d'État Sumner Welles d'un système régional d'après-guerre. En décembre 1943, ce groupe prépare et remet au président Roosevelt un plan détaillé d’après-guerre qui devient le cadre fondateur des Nations Unies. Après que le président Roosevelt ait approuvé les grandes lignes du plan, Hull crée le Comité des politiques et le Comité des programmes d'après-guerre, composés de Hackworth et d'autres proches conseillers du Groupe informel de l'agenda précédemment établi, pour mettre en œuvre la vision des Nations Unies.

### Conférence de Dumbarton Oaks
Avant la conférence de Dumbarton Oaks, le Département d’État américain crée le Groupe de planification américain pour la préparation. Ce groupe est divisé en trois sections et chaque section est responsable d'un sujet différent qui devait être abordé à Dumbarton Oaks. Hackworth dirige le deuxième groupe chargé d’étudier les modalités de règlement pacifique des conflits internationaux et le développement d’une Cour mondiale. Lors de la conférence de Dumbarton Oaks, Hackworth préside un sous-comité juridique spécial créé pour traiter de la question d'une Cour mondiale. Le sous-comité utilise comme base le projet de statut américain que la section de Hackworth a élaboré avant la conférence. Le sous-comité traite d’abord de la question techniquement complexe de savoir si la Cour actuelle devait être maintenue ou si une nouvelle Cour devait être créée et également quelle devrait être la relation de la nouvelle Cour avec la nouvelle organisation internationale. Hackworth défend le point de vue américain selon lequel il faut conserver autant que possible les statuts judiciaires existants. Cependant, les Soviétiques s'opposent fermement au maintien de l'adhésion de certains États neutres à la Cour internationale de Justice et sont favorables à la création d'un nouveau tribunal. Ce différend et d'autres concernant la Cour internationale de justice sont réglés lors de la Conférence générale des Nations Unies à San Francisco, où Hackworth représente les États-Unis au Comité IV, chargé de finaliser les statuts de la Cour internationale de justice.

## Cour internationale de Justice
Hackworth est nommé pour un mandat initial de six ans à la Cour et est ensuite élu pour un mandat complet de neuf ans en 1951. En 1955, il succède à Arnold McNair de Grande-Bretagne pour un mandat de trois ans à la présidence de la Cour internationale de Justice. Au cours de son mandat à la Cour, Hackworth statue sur dix-sept affaires contentieuses et est invité à donner onze avis consultatifs. En raison de l'expérience de Hackworth en tant que rédacteur juridique, la tâche de consolider les points de vue des membres de la Cour lui est fréquemment confiée.